# 琳達·巴托舒克
琳達·梅·巴托舒克（英語：Linda May Bartoshuk，1938年—）是一名美國心理學家。她是佛羅里達大學社區牙科和行為科學的總統捐贈教授。她是國際知名的味覺和嗅覺化學研究專家，她發現有些人是超級味覺者。

## 生平
巴托舒克在南達科他州亞伯丁長大。她在卡爾頓學院獲得學士學位，並在布朗大學獲得博士學位。
她的研究探討味覺感知的遺傳變異以及味覺感知如何影響整體健康。巴托舒克是第一個發現口腔灼熱症候群（停經後婦女的主要症狀）是由舌頭前端的味蕾受損引起的，而不是身心性疾病。她曾任職於耶魯大學，2005年到佛羅里達大學任職。巴托舒克在耶魯大學的研究工作得到一系列美國國家衛生院的資助。
1995年，她獲選為美國文理科學院院士。2003年，她獲選為美國國家科學院院士。

## 部分作品
- Bartoshuk, Linda M.  (PDF). American Journal of Clinical Nutrition. June 1978, 31 (6): 1068–1077  [September 12, 2010]. PMID 352127. doi:10.1093/ajcn/31.6.1068.
- Bartoshuk, Linda M, Dreyer, E., Klee, H.J., Odabasi, A.Z., Sims, C.A., Snyder, D.J., & Tieman, D.M. (2014). Mutant tomato varieties and the study of volatile-enhanced-sweetness. Paper presented at the Association for Chemoreception Sciences, 2014.
- Bartoshuk, L.M., Marino, S., Snyder, D.J., & Stamps, J. (2013, in press). Head trauma, taste damage and weight gain. Chemical Senses.

## 外部連結
- National Academy of Sciences audio interview （页面存档备份，存于）
- Coverage of Bartoshuk's research